# Justizvollzugsanstalt Schwäbisch Gmünd
Die Justizvollzugsanstalt Schwäbisch Gmünd ist eine Strafvollzugsanstalt für Frauen. Sie befindet sich im ehemaligen Kloster Gotteszell in Schwäbisch Gmünd, Baden-Württemberg.

## Geschichte
Nach Auszug der letzten Klosterbewohner 1808 wurde das Kloster als Zuchthaus und württembergisches Landesgefängnis genutzt. Dabei wurden am Anfang sowohl Männer als auch Frauen in Gotteszell inhaftiert. Zum besseren Schutz baute man um die 9 Fuß hohe Klostermauer eine 12 Fuß hohe Gefängnismauer. Am 26. Dezember 1871 trat das neue Reichsstrafgesetzbuch auch in Württemberg in Kraft, das den Strafvollzug von Männern und Frauen trennte, weshalb Gotteszell zu einem Frauenzuchthaus und Landesgefängnis für Frauen wurde. 1893 wurden die Räumlichkeiten durch einen heute denkmalgeschützten Backsteinbau erweitert.
Zu Beginn der NS-Diktatur im März 1933 wurde im ehemaligen Kloster Gotteszell in der Herlikofer Straße das erste Frauenkonzentrationslager in Württemberg eingerichtet, in dem bis zum Herbst etwa 50 Frauen inhaftiert waren. Am 21. Januar 1934 wurden die verbliebenen inhaftierten Frauen aus der „Schutzhaft“ entlassen und die Abteilung aufgelöst. Auch während des Zweiten Weltkriegs wurden weitere Frauen, darunter ausländische politisch Gefangenen, im ehemaligen Kloster Gotteszell inhaftiert.
Nach dem Zweiten Weltkrieg wurde das ehemalige Kloster weiter als Justizvollzugsanstalt genutzt.

## Einrichtung
Die JVA hat eine Kapazität von 335 Plätzen und beschäftigt 220 Angestellte. 2008 lag die Belegung bei durchschnittlich 322 Insassen. Eine Mutter-Kind-Abteilung ermöglicht, die Trennung von bis zu drei Jahre alten Kindern von ihren Müttern zu vermeiden. Neben dem Schloss Kapfenburg bei Lauchheim befindet sich eine Außenstelle der Anstalt, in der landwirtschaftliche Arbeitsmöglichkeiten bestehen.

## Film
- Gotteszell – Ein Frauengefängnis,[4] Dokumentarfilm von Helga Reidemeister, D 2001, 35mm, 104 Minuten.